# Evil Bong 2: King Bong
Série
Evil Bong
(2006) Evil Bong 3D: The Wrath of Bong
(2011)
Pour plus de détails, voir Fiche technique et Distribution.
Evil Bong 2: King Bong est un film américain réalisé par Charles Band, sorti en 2009.

## Fiche technique
- Titre : Evil Bong 2: King Bong
- Réalisation : Charles Band
- Scénario :
- Production :
- Sociétés de production :
- Musique :
- Photographie :
- Montage :
- Décors :
- Costumes :
- Pays d'origine : États-Unis
- Format : Couleurs
- Genre : Comédie, horreur
- Durée :
- Date de sortie : 2009

## Distribution
- John Patrick Jordan : Larnell
- Amy Paffrath : Velicity
- Sonny Davis : Rabbit
- Brett Chukerman : Alistair McDowell
- Mitch Eakins : Bachman
- Brian Lloyd : Brett
- Jacob Witkin : Cyril
- Robin Sydney : Luann
- Michele Mais : V.O. Eebee
- Michael A. Shepard : V.O. King Bong
- Ariel X : Poontang Tribe
- August
- Emilianna
- Kat
- Kyle Stone